# Clionella rosaria
Clionella rosaria is een slakkensoort uit de familie van de Clavatulidae. De wetenschappelijke naam van de soort is voor het eerst geldig gepubliceerd in 1846 door Reeve.